# Гарбатка-Летниско (гмина)
Гарбатка-Летниско (пол. Garbatka-Letnisko) — сельская гмина (волость) в Польше, входит как административная единица в Козеницкий повет, Мазовецкое воеводство. Население — 5331 человек (на 2004 год).

## Демография
| Перепись                       | Всего   | Всего | Женщины | Женщины | Мужчины | Мужчины |
| ------------------------------ | ------- | ----- | ------- | ------- | ------- | ------- |
| Единицы                        | человек | %     | человек | %       | человек | %       |
| Население                      | 5331    | 100   | 2736    | 51,3    | 2595    | 48,7    |
| Плотность населения (чел./км²) | 72      | 72    | 37      | 37      | 35,1    | 35,1    |

## Соседние гмины
1. Гмина Гневошув
2. Гмина Козенице
3. Гмина Пёнки
4. Гмина Полична
5. Гмина Сецехув